# Emese Takács
Emese Takács (28 aprile 1978) è una schermitrice ungherese.

## Biografia
Ai campionati europei di scherma ha conquistato una medaglia di bronzo nella gara di spada a squadre a Bolzano nel 1999.

## Palmarès
In carriera ha conseguito i seguenti risultati:
- Europei di scherma

Bolzano 1999: bronzo nella spada a squadre.